# メリルリンチ

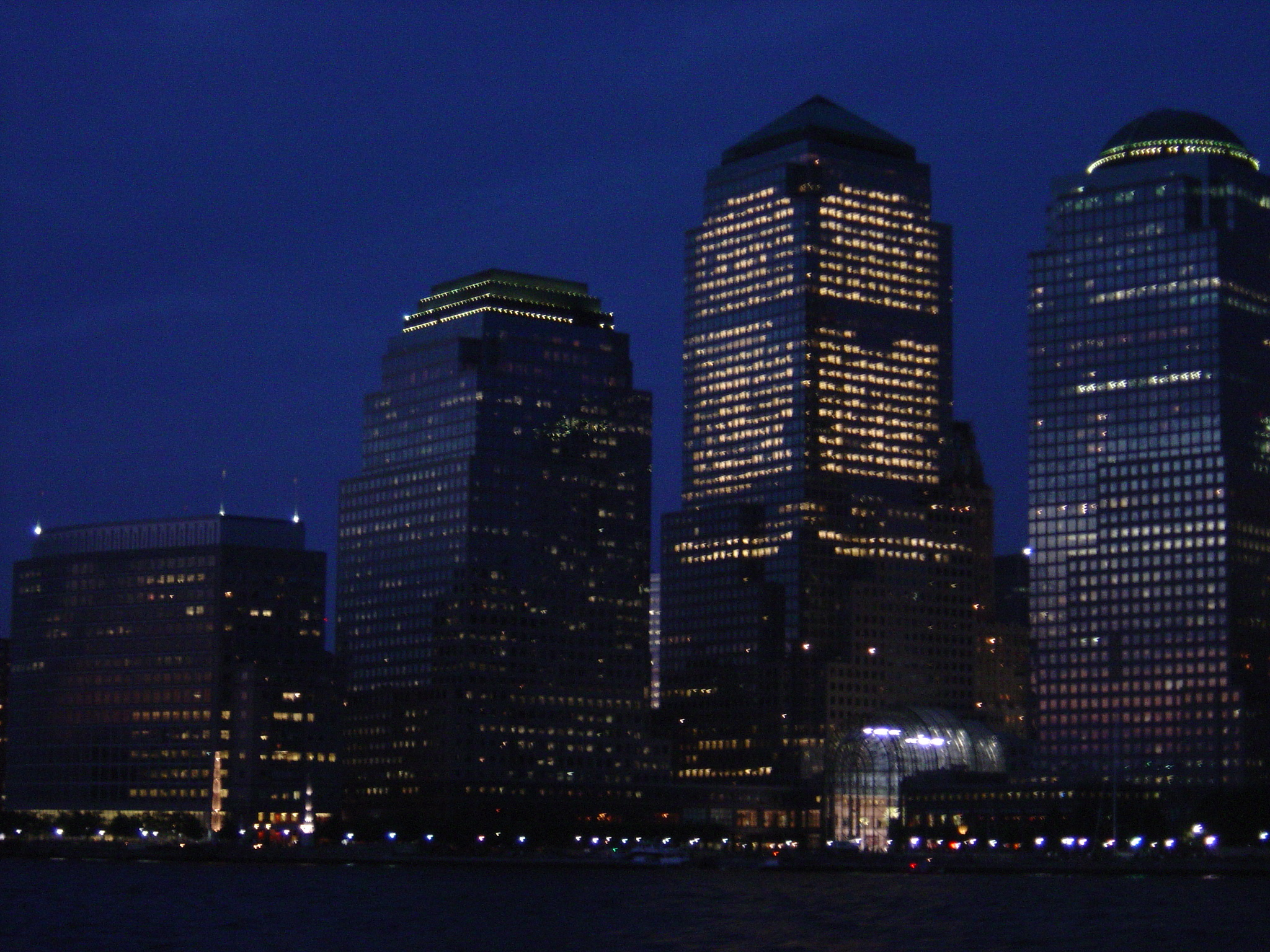
本社があるワールドフィナンシャルセンター

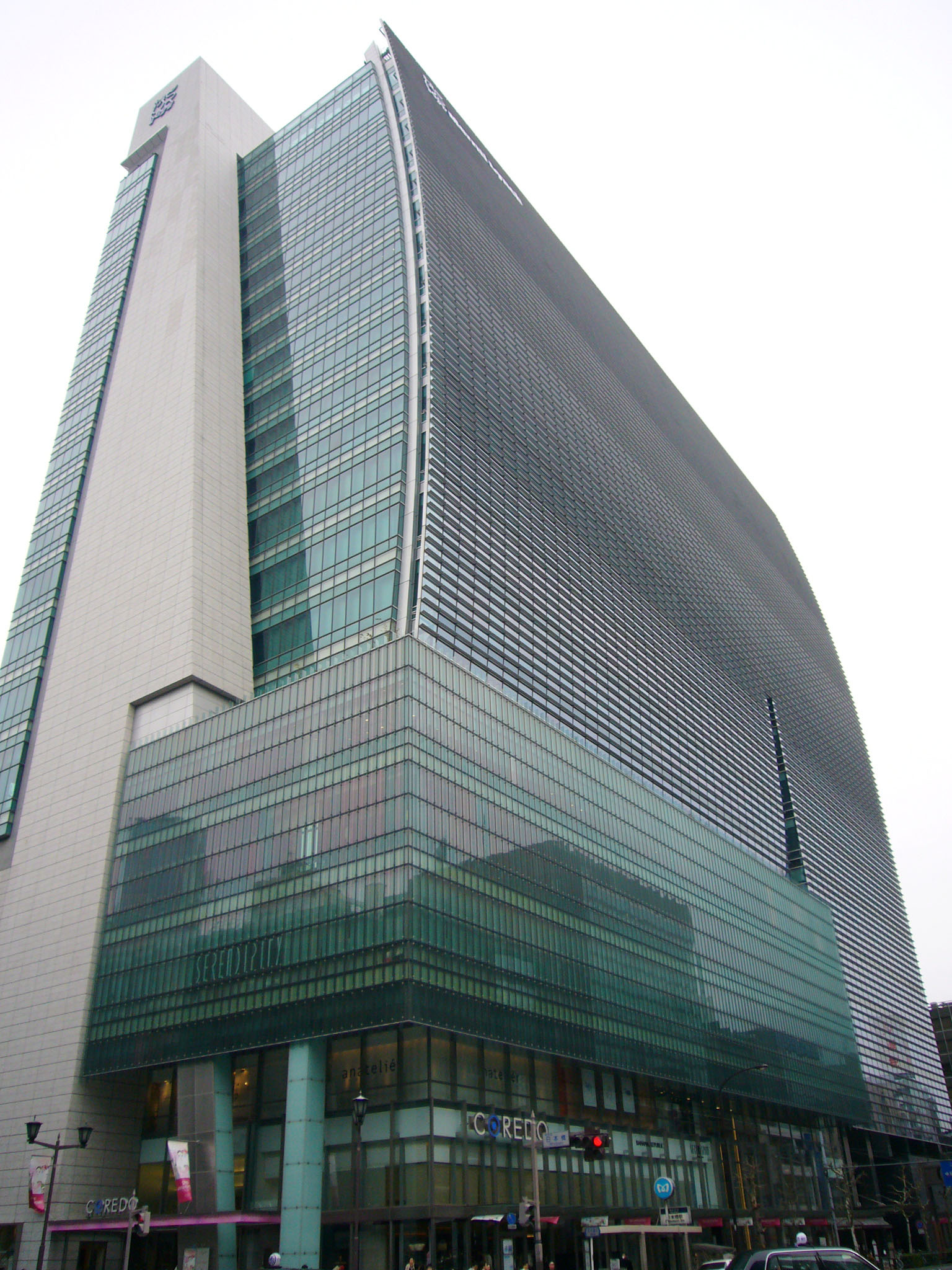
BofA証券が入居する日本橋一丁目三井ビルディング（コレド日本橋）

メリルリンチ（英: Merrill Lynch, Pierce, Fenner & Smith Incorporated）は、ウェルスマネジメント事業を行うバンク・オブ・アメリカの完全子会社。米国ではMerrill（メリル）の略称を主に使っている。
元々は、Merrill Lynch & Co., Inc. は米国三大投資銀行の一つで、国際的に幅広く展開をしていた金融機関だった。投資銀行業を始めとし、世界37カ国・地域に展開していたが、リーマン・ショックで事実上破綻し、2009年1月1日にバンク・オブ・アメリカに救済買収された。

## 歴史
1914年1月6日に、チャールズ・E・メリルによってCharles E. Merrill & Co.が設立され、ニューヨークのウォール街で営業を開始した。
数ヵ月後に、メリルの友人のエドモンド・C・リンチが営業に参加し、1915年に会社名がMerrill, Lynch & Co.となった。また、しばらくして新たにウィンスロップ・H・スミスも営業に参加した。
その後、仲介業ネットワークの営業方式で、メリルリンチは徐々に有名となり、1971年に株式を公開し、多国籍企業となる。1978年に同族経営のWhite Weld & Co. を買収。
1972年6月に、東京にメリルリンチ証券会社東京支店が設立され、外国証券会社の証券業の免許を取得した。1998年には旧山一證券の営業網の大半を引き継ぐ形でメリルリンチ日本証券（現在のBofA証券）を設立、M&A業務、プライムブローカー業務、トレーディング業務で収益を上げ、2006年5月には三菱東京UFJ銀行、三菱UFJ証券と合弁で、三菱UFJメリルリンチPB証券を設立したが、2012年末に合弁を解消し同社を三菱UFJグループに売却した（三菱UFJモルガン・スタンレーPB証券を経て三菱UFJモルガン・スタンレー証券に統合）。
1998年にLTCMの救済融資へ参加している。
2007年のサブプライムショックで巨額の損失を計上し、赤字に転落。その後、スタンレー・オニール会長兼CEOが同年10月に引責辞任し、NYSEユーロネクストのCEOを務めたジョン・セインが同年12月1日付けで新たな会長兼CEOに就任した。
2008年9月15日、事実上破綻したためバンク・オブ・アメリカに1株29ドル、総額500億ドルで救済買収されると発表。2009年1月1日、バンク・オブ・アメリカによる買収が完了し、社名をバンクオブアメリカ・メリルリンチに変更した。
2019年2月25日、バンク・オブ・アメリカは投資銀行事業からメリルリンチの名を外してバンク・オブ・アメリカ・セキュリティーズとする事、またメリル（Merrill）の名はウェルスマネジメント（富裕層向け資産運用）事業で残す事を発表した。

## かつての投資銀行時代の主要なオフィス
- ニューヨーク（アメリカ合衆国）
- ジャクソンビル（アメリカ合衆国）
- ホープウェル（アメリカ合衆国）
- ジャージーシティ（アメリカ合衆国）
- プリンストン（アメリカ合衆国）
- ヒューストン（アメリカ合衆国）
- パロアルト（アメリカ合衆国）
- シンガポール
- ロンドン（イギリス）
- トロント（カナダ）
- 香港（中国）
- 東京（日本）
- チューリッヒ（スイス）

## 証券会社
アメリカ本国では、従来型の店頭や電話での証券サービスを提供する「メリルリンチ」と、ネットを中心にセルフサービスを主体とする「メリルエッジ（Merrill Edge）」の二つのブランドを対象顧客によって使い分けている。
日本ではメリルリンチ日本証券の名前で、証券会社を経営していた。リテール部門・ホールセール部門を擁する総合証券会社だったが、2006年5月にリテール部門は三菱UFJメリルリンチPB証券への分割→売却により撤退しているため、ホールセール専業となった。そして、2020年11月1日にBofA証券に商号変更した。